# Miroveane, Sofia-capitala
Miroveane (în bulgară Мировяне) este un sat în comuna Stolicina, regiunea Sofia-capitala,  Bulgaria. 

## Demografie
Componența etnică a satului Miroveane
     Bulgari (91,8%)
     Turci (1,15%)
     Nicio identificare (6,43%)
     Altele (0,6%)
La recensământul din 2011, populația satului Miroveane era de 1.477 locuitori. Din punct de vedere etnic, majoritatea locuitorilor (91,8%) erau bulgari, cu o minoritate de turci (1,15%). Pentru 6,43% din locuitori nu este cunoscută apartenența etnică.